# 呼麦
呼唛或呼麦（意为“咽喉”）是一种典型運用泛音的歌唱方式（泛音唱法、喉音唱法、雙聲唱法、復音唱法，歌者能在一個持續的低音之上，同時唱出另一個像口哨聲的高音），被蒙古族、图瓦人和位于阿尔泰地区的蒙古族（卡尔梅克人）、阿尔泰人、布里亚特人、通古斯人及楚科奇人应用在民俗音樂。另外，西藏喇嘛念经的唱法引进了假声带唱法卡基拉的一些技巧，类似于蒙古的喉音唱法。
中國蒙古族與蒙古國的喉音唱法分別於2009年、2010年被列入联合国教科文组织的人類非物質文化遺產代表名錄。

## 特徵
不同地方的喉音唱法都有各自的特色，例如：位於戈壁沙漠居民的喉音唱法聽起來也比較乾澀，但位於草原居民的喉音唱法則比較和潤。 在蒙古语中呼唛、呼麦是喉头的意思。
呼唛可以既用来描述图瓦人民间音乐的喉声唱法特性中的一个风格（有些类似在电子琴伴奏下的低音哼唱），又用于描述所有的图瓦人喉声唱法风格（从地震般的隆隆声到带着拍子的中音，以及各种形式的高音）。所有图瓦的喉声歌唱都要控制口腔的形状来产生泛音，同声带的发声共鸣，从而可以同时唱出多个音高的泛音。

## 主要曲目
喉音唱法的曲目有很多，有代表性的如下：
- 《MY TUVA》（图瓦呼唛）
- 《Big River》（图瓦呼唛）
- 《Tuva Groove》（图瓦呼唛）
- 《Good Horses》（图瓦呼唛）
- 《Ondar Girls》（图瓦呼唛）
- 《Alash》（图瓦呼唛）
- 《满都拉汗颂》（蒙古呼唛）
- 《四座山》（蒙古呼唛）
- 《成吉思汗颂》（蒙古呼唛）
- 《阿勒泰颂》（蒙古呼唛）
- 《额布河流水》（蒙古呼唛）
- 《布谷鸟》（蒙古呼唛）
- 《黑走熊》（蒙古呼唛）
- 《四岁的海骝马》（蒙古呼唛）
- 《Edjin Duun》（卡尔梅克呼唛）